# 아페피 1세
아페피 (또는 이페피; 이집트어 ipp(i)), 아포피스(그리스어: Ἄποφις); 왕명 네브케페시레, 아아케넨레 그리고 아아우세르레)는 제15왕조와 이집트 제2중간기 말기에 하이집트를 통치했던 힉소스의 지배자이다. 토리노 파피루스에 따르면, 그는 기원전 16세기 전반에 걸쳐 이집트 북부를 40년 동안 통치했다. 아페피는 공식적으로는 하이집트만을 지배했지만, 통치 초기에는 이집트 대부분을 사실상 장악했다. 그는 남부의 라이벌인 카모세보다 오래 살았지만, 아흐모세 1세보다는 오래 살지 못했다.
아페피는 남쪽의 토착 테베 이집트 제17왕조에 대해 종주권을 행사하고 평화로운 무역 관계를 유지했지만, 다른 왕국은 결국 통제권을 되찾았다. 힉소스족은 그의 사망 후 15년도 채 되지 않아 이집트에서 쫓겨났다.
제17왕조의 마지막 왕인 카모세는 한 석비에서 아페피를 "레체누의 족장"이라고 부르며, 이 힉소스 왕의 가나안 배경을 암시한다.

## 왕명
네브-케페시-레 (nb ḫpš rˁ), 아아-케넨-레 (ˁ3 ḳn n rˁ), 아아-우세르-레 (ˁ3 wsr rˁ)는 이 통치자가 재위 기간 동안 사용한 세 가지 왕명 (왕좌명)이다.
일부 이집트학자들은 한때 아아우세르레 아페피와 아아케넨레 아페피라는 이름의 두 명의 별개의 왕이 존재했다고 믿었지만, 현재는 카무디가 아바리스에서 아페피를 계승했으며 아페피 또는 아포피스라는 이름의 왕은 단 한 명뿐이었다는 것이 인정된다. 네브케페시레 ("레는 힘의 군주")는 아페피의 첫 번째 왕명이었다. 재위 중반쯤에 이 힉소스 통치자는 새로운 왕명인 아아케넨레 ("레의 힘은 위대하다")를 채택했다. 재위 마지막 10년 정도에는 아페피가 아아우세르레를 마지막 왕명으로 선택했다. 왕명은 바뀌었지만 아아케넨레와 아아우세르레의 번역에는 차이가 없다. 그의 호루스 이름인 셰테프-타위는 단 두 번만 입증되었다 (한 번은 아-케넨-레와 함께). 이 이름은 제물 탁자와 부바스티스에서 발견된 블록에 나타난다.

## 재위

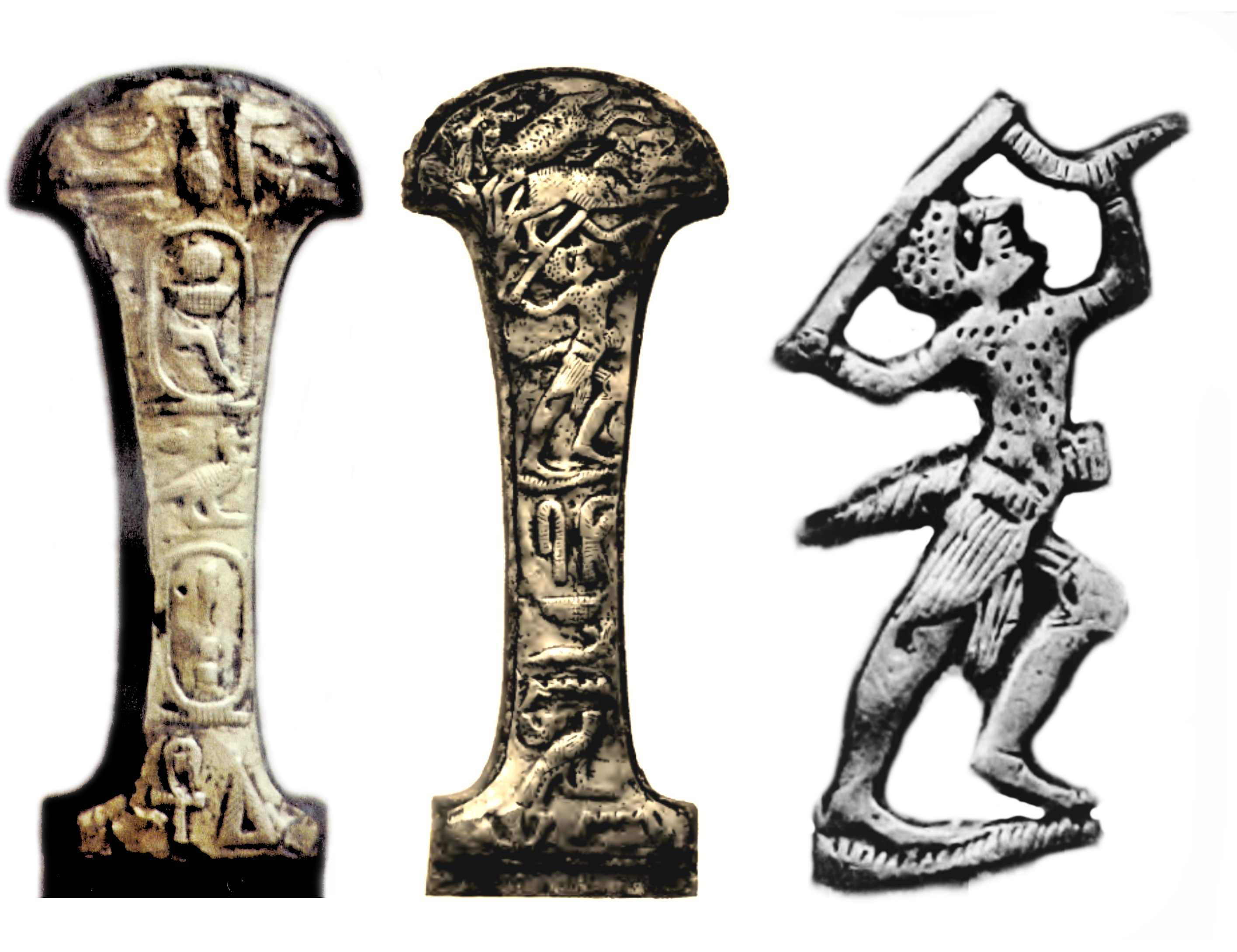
힉소스 파라오 아페피의 병사가 사용한 호박금 단검 손잡이. 병사가 짧은 활과 칼로 사냥하는 모습이 묘사되어 있다. 비문: "완벽한 신, 두 땅의 군주, 네브케페시레 아페피"와 "그의 주인 네헤멘의 추종자"라고 새겨져 있으며, 사카라의 무덤에서 발견되었다. 현재 룩소르 박물관에 소장되어 있다.

아페피는 자신의 기념물을 짓기보다는 일반적으로 아메넴헤트 2세의 스핑크스 두 점과 이미레메샤우의 조상 두 점에 자신의 이름을 새겨 이전 파라오들의 기념물을 점유했다. 아페피는 선임자인 키얀이 그의 아들인 야나시를 외세 통치자로서 왕위 계승자로 지명했기 때문에, 키얀의 사망 후 북이집트의 왕위를 찬탈한 것으로 여겨진다. 그는 마지막 힉소스 통치자인 카무디에 의해 계승되었다. 이집트에서 힉소스 왕들을 몰아낸 아흐모세 1세는 제18왕조를 세웠다.
람세스 시대에 아페피는 세트를 단일신으로 숭배했다고 기록되어 있다. "아포피스 왕은 세트 신을 자신의 주님으로 선택했다. 그는 온 땅에서 세트 외에 다른 어떤 신도 숭배하지 않았다." 얀 아스만은 고대 이집트인들이 개성이 부족한 "외로운" 신을 상상할 수 없었기 때문에, 오직 세트 사막 신만을 숭배하는 것이 악의 표출을 나타냈다고 주장한다. 학자들은 일반적으로 아페피의 주된 단일신 숭배에 대한 설명이 훗날 파라오 아크나톤이 자신의 수호신 태양신 아톤의 위상을 높이려 했던 더 악명 높은 시도에 대한 은밀한 비난이라고 믿는다.
이집트학에서는 아페피가 상이집트도 통치했는지에 대한 논의가 있다. 실제로 왕의 이름이 새겨진 여러 유물이 테베와 상이집트에서 발견되었다. 여기에는 룩소르 미술 시장에서 구입한 왕의 이름이 새겨진 단검이 포함된다. 출처를 알 수 없는 도끼에는 왕이 수메누의 군주인 소베크에게 사랑받는다고 새겨져 있다. 수메누는 오늘날 테베에서 남쪽으로 약 24km 떨어진 마하미드 키블리로 확인되며, 테베 무덤에서 발견된 돌 그릇 조각도 있다. 이 모든 유물들은 상이집트로 거래되었을 가능성이 있다. 더 문제는 게벨레인에서 발견된 왕의 이름이 새겨진 블록이다. 이 블록은 왕의 상이집트에서의 건축 활동에 대한 증거로 간주되었으며, 따라서 힉소스족이 상이집트도 통치했다는 증거로 여겨졌다. 그러나 이 블록은 그다지 크지 않으며, 오늘날 많은 학자들은 이 블록이 힉소스 수도가 약탈당한 후에 게벨레인에 도달했을 수 있으며, 상이집트에서의 힉소스 통치에 대한 증거가 아니라고 주장한다.
린드 수학 파피루스는 아페피 또는 아포피스의 재위 33년으로 날짜가 기재되어 있으며, 토리노 왕조 목록은 아포피스로 추정되는 힉소스 통치자에게 40년 이상을 할당하고 있다. 비록 그의 이름은 결실되어 있지만.
이 왕의 왕명이 새겨진 스카라브가 가자 지구의 텔 엘-아줄에서 발견되었으며, 1933년 플린더스 페트리에 의해 목록화되었다.

## 가족

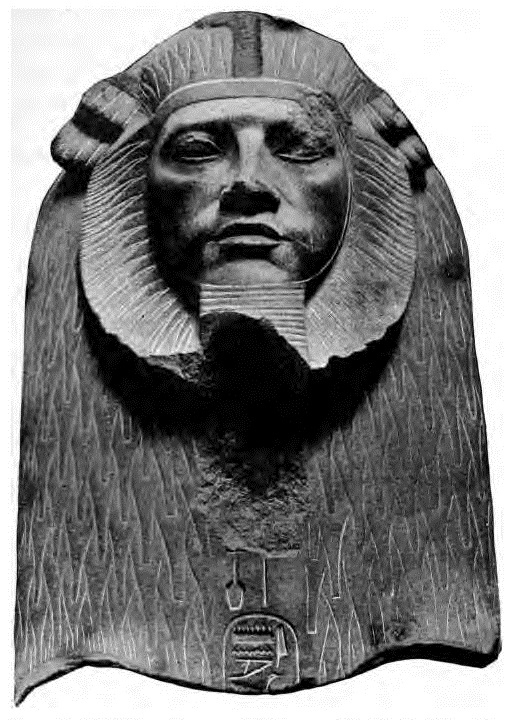
아메넴헤트 3세의 스핑크스 중 하나로, 아페피의 이름이 다시 새겨진 "힉소스 스핑크스" 중 하나.

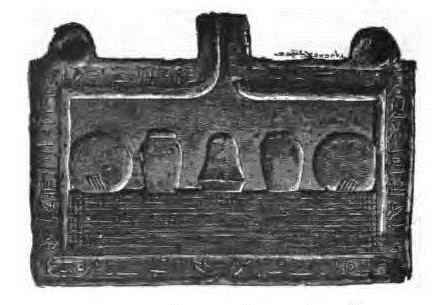
왕명 아아케넨레가 새겨진 봉헌 탁자 (카이로 CG23073)

타니와 지와트라는 두 명의 자매가 알려져 있다. 타니는 아바리스의 신전 문과 봉헌 탁자 받침대 (베를린 22487)에 언급되어 있다. 그녀는 왕의 누이였다. 지와트는 스페인에서 발견된 그릇에 언급되어 있다.
봉인 (현재 베를린 소재)에 이름이 새겨진 '아페피 왕자'는 그의 아들일 가능성이 높다. 아페피에게는 헤리트라는 딸도 있었다. 그녀의 유물인 꽃병이 테베의 무덤에서 발견되었는데, 때때로 아멘호테프 1세의 무덤으로 여겨지기도 한다. 이는 그의 딸이 어느 시점에 테베 왕과 결혼했을 수 있음을 나타낼 수도 있다. 그러나 이 꽃병은 아흐모세 1세가 힉소스족을 최종적으로 물리친 후 아바리스에서 약탈된 물품일 수도 있다.

## 같이 보기
- 파라오 목록

## 추가 자료
- Goedicke, Hans (1986). 《The Quarrel of Apophis and Seqenenrec》. San Antonio: Van Siclen. 10–11, 31쪽. ISBN 0-933175-06-X.
- Goldwasser, Orly (2006). 〈King Apophis of Avaris and the Emergence of Monotheism〉.   Czerny, Ernst; Hein, Irmgard; Hunger, Hermann; Melman, Dagmar; Schwab, Angela. 《Timelines: Studies in Honour of Manfred Bietak》. Orientalia Lovaniensia Analecta. 149/II. Leuven: Peeters. 129–133쪽. ISBN 978-90-429-1730-9.

| 이전 키얀 | 이집트의 파라오 제15왕조 | 이후 카무디 |